# 藤崎龍
藤崎龍（1971年3月10日—），是日本男性漫畫家、插畫家。青森縣陸奧市出身。工學系專科學校畢業。男性。血型A型。

## 作品

### 單行本
- WORLDS（短編集）
- PSYCHO+
- 封神演義、全23冊
- 櫻鐵對話錄、全2冊、原名《サクラテツ対話篇》
- 護神戰役、全4冊、原名《ワークワーク（Wāqwāq）》
- 藤崎龍短篇集

1. WORLDS、全1冊
2. DRAMATIC IRONY、全1冊

- 屍鬼、原作：小野不由美、全11卷
- 《靈界物語（幽界靈語）》（かくりよものがたり）：香港玉皇朝代理，台灣東立出版社代理。
- 銀河英雄傳說、原作：田中芳樹

### 插畫
- 風水天戲（望月もらん、角川Beans文庫、台灣角川出版社）

## 外部連結
- 封神演義 （页面存档备份，存于）（官方網站）（日語）